# 7 ans
7 ans és una pel·lícula dramàtica francesa del 2006 protagonitzada per Bruno Todeschini, Valérie Donzelli i Cyril Troley. Està escrita i dirigida per Jean-Pascal Hattu. La pel·lícula explora la tensió sexual entre una dona i un marit complint una llarga pena de presó.

## Argument
Maïté (Valerie Donzelli) és la dona jove i devota de Vincent (Bruno Todeschini), que compleix 7 anys de presó per un delicte no especificat. Porta roba neta a Vincent i posa diners al seu compte de menjador. Ella i Vincent, òbviament, encara es necessiten sexualment, i és difícil que tots dos estiguin separats.
Un dia, Maïté és abordada per un jove anomenat Jean (Cyril Troley), que diu que el seu germà també està empresonat durant 7 anys. Ràpidament inicien una relació sexual, però la Maïté és freda i no respon.
Té una bona relació amb la seva veïna, Djamila, que té un fill petit, Julien. La Maïté el cuida amb freqüència mentre la Djamila treballa, i les dues són pròximes. Finalment, la Maïté descobreix que Jean és de fet un guàrdia a la presó del seu marit. L'afer pren un gir quan Vincent se n'assabenta; en comptes d'aturar-los, insisteix a Jean que enregistri les seves reunions. Ell aconsella a Jean com moure a Maïté emocionalment i sexualment, però, Jean li diu que "està buida".
Quan Jean s'enamora de la Maïté, ella intenta distanciar-se d'ambdós. No obstant això, quan Jean marxa per ocupar un lloc a Lille, Vincent intenta suïcidar-se i a l'escena final se la veu entrant amb confiança a la presó per visitar-lo una vegada més.

## Repartiment
- Valérie Donzelli com a Maïté
- Cyril Troley com a Jean
- Bruno Todeschini com a Vincent
- Pablo de la Torre com a Julien
- Nadia Kaci com a Djamila

## Premis
- Premi especial del jurat per a la mostra del nou director - Festival Internacional de Cinema de Seattle 2007 - Guanyador[2]
- Premis al millor guió i a la millor interpretació femenina a la XXVIII edició de la Mostra de València.[3]
- 63a Mostra Internacional de Cinema de Venècia: Menció especial al Lleó de Futur.[4]